# Salamis (genre)
Pour les articles homonymes, voir Salamis.
Genre
Salamis est un genre de lépidoptères (papillons) de la famille des Nymphalidae.
Ils sont présents en Afrique et dans les îles du Sud-Ouest de l'océan Indien.

## Systématique et phylogénie
Le genre Salamis a été décrit par l'entomologiste français Jean-Baptiste Alphonse Dechauffour de Boisduval en 1833.
Son espèce type est Salamis augustina Boisduval, 1833.
Le genre est actuellement classé dans la famille des Nymphalidae, la sous-famille des Nymphalinae et la tribu des Junoniini.
Certains auteurs synonymisaient avec Salamis le genre Protogoniomorpha,, mais des études de phylogénie moléculaire ont montré que les deux genres sont distincts, et que Salamis est le groupe frère du clade formé par les genres Yoma et Protogoniomorpha. 

## Liste des espèces
- Salamis anteva (Ward, 1870) — présent à Madagascar.
- Salamis augustina Boisduval, 1833 — la Salamide d'Augustine — présent à La Réunion, éteint à l'île Maurice.
- Salamis cacta (Fabricius, 1793) — répandu en Afrique continentale.
- Salamis humbloti Turlin, 1994 — présent aux Comores, parfois considéré comme une sous-espèce de S. cacta.

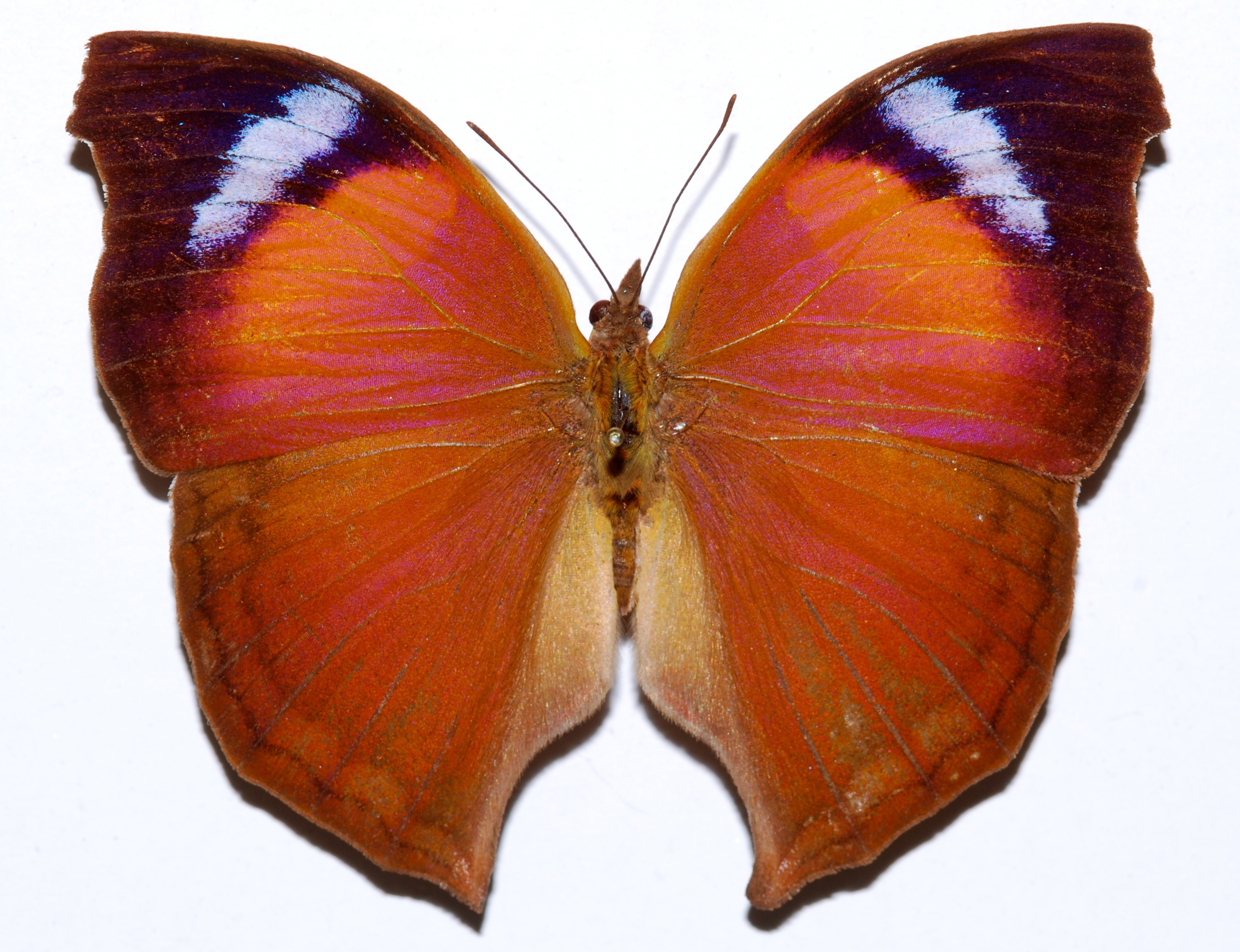
Salamis anteva, avers.
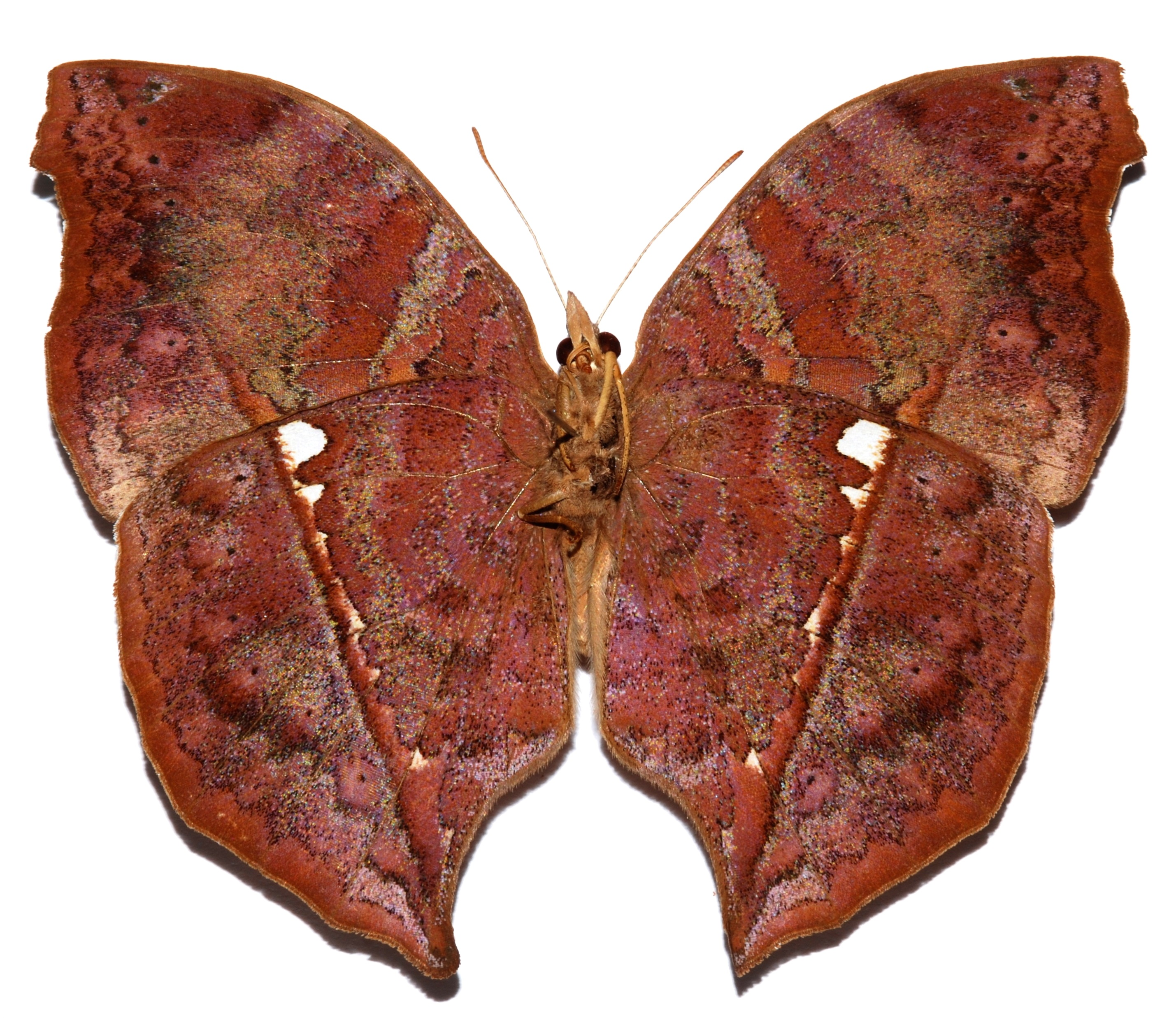
Salamis anteva, revers.
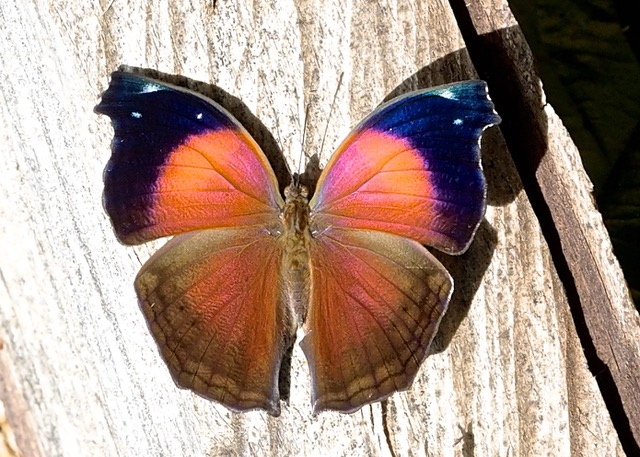
Salamis cacta, avers.
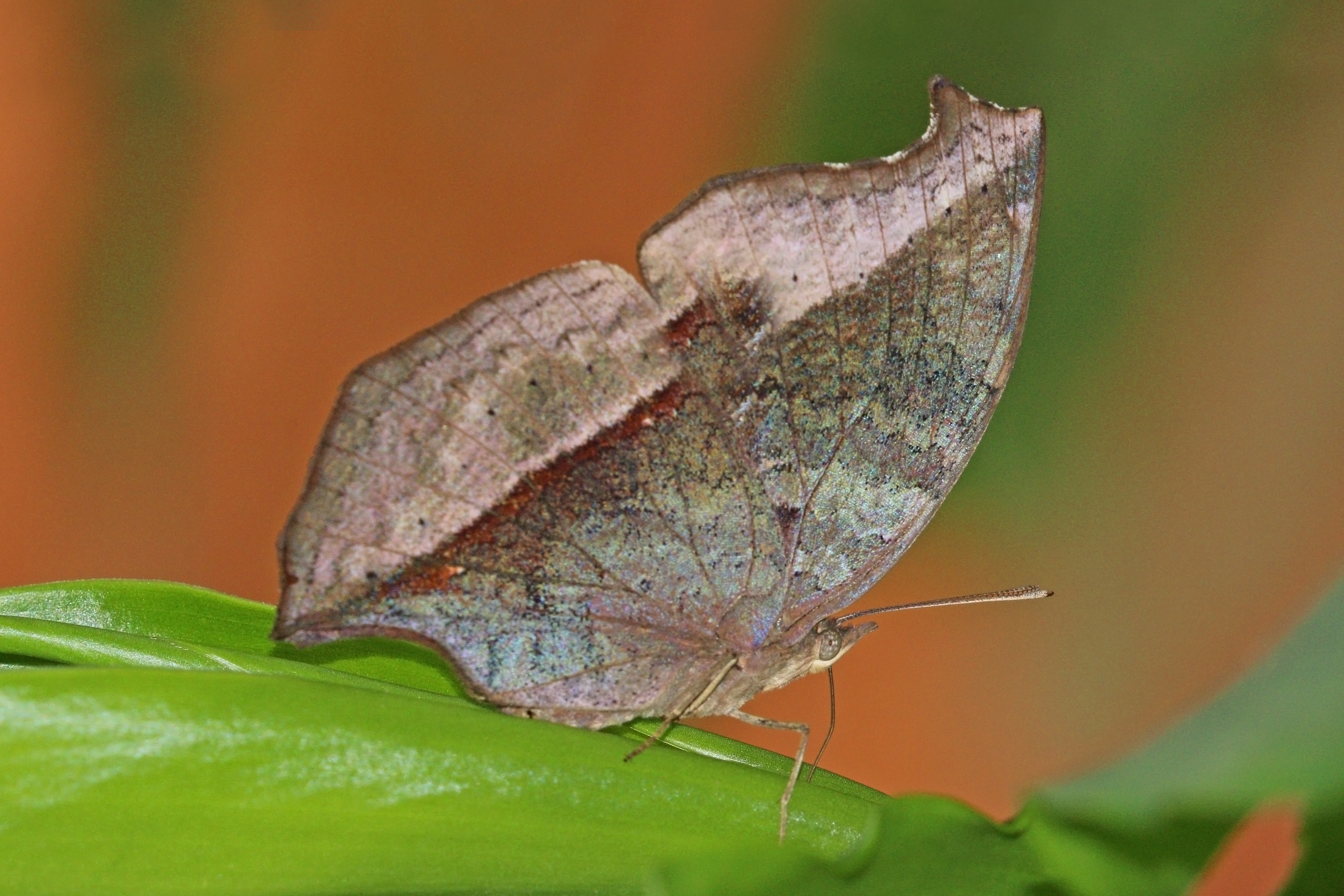
Salamis cacta, revers.